# Ampia struttura anulare

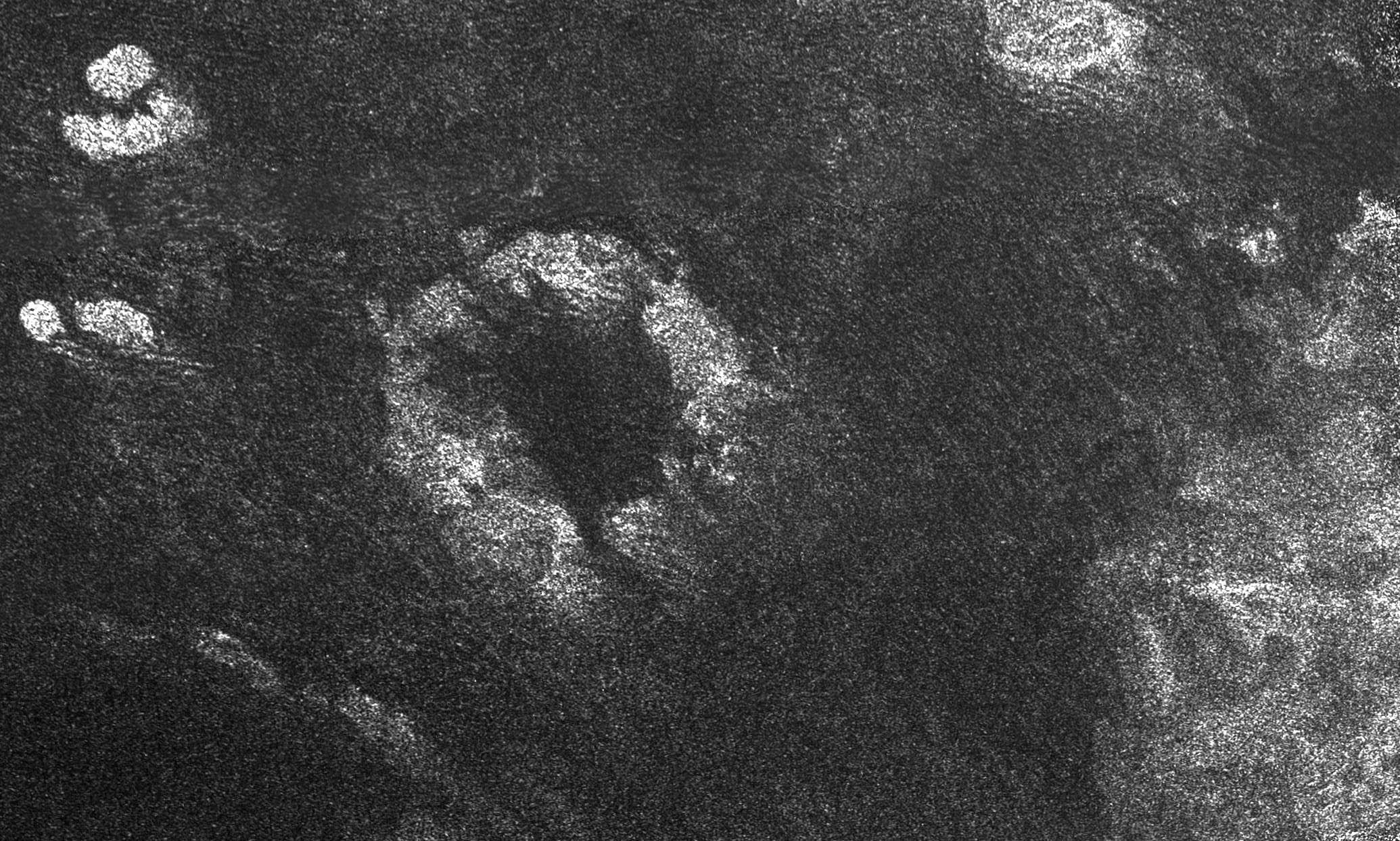
Immagine radar di Guabonito su Titano, esempio di ampia struttura anulare.

Ampia struttura anulare (in inglese large ringed feature) è una locuzione utilizzata dall'Unione astronomica internazionale per classificare alcune strutture geologiche presenti sulle superfici di Callisto, Europa e Titano, descritte ufficialmente come "criptiche strutture anulari" (cryptic ringed features).
È uno dei pochi termini ufficialmente usati che non sono in latino.

## Convenzioni di nomenclatura
- Callisto: le ampie strutture anulari prendono il nome da luoghi (esclusi fiumi, valli e burroni) dei miti e dei racconti popolari delle culture dell'estremo settentrione.
- Europa: le ampie strutture anulari prendono il nome da cerchi di pietre celtici.